# Louvie-Juzon
Louvie-Juzon é uma comuna francesa na região administrativa da Nova Aquitânia, no departamento dos Pirenéus Atlânticos. Estende-se por uma área de 56,33 km². Em 2010 a comuna tinha 1 078 habitantes (densidade: 19,1 hab./km²).